# ムーンライト・キッス
「ムーンライト・キッス」は、河合奈保子が1981年9月1日にリリースした6枚目のシングルである(EP:AH-113)。

## 解説
- 歌いだしの「Don't don't don't don't don't you know～♪」やサビの手前部分などで、河合自身カスタネットを叩きながら歌唱していた。
- オリコンでは最高位11位（100位内14週）、16.1万枚のセールスとなった[1]。
- この曲がリリースされた約1か月後の1981年10月5日、NHK『レッツゴーヤング』のリハーサル中に河合は過って4m下のせり穴へ転落する事故が発生。腰椎圧迫骨折の重傷を負ったために、約2か月間の入院・休業を余儀なくされる。
- この大怪我の影響により、10月5日当日の夜『ザ・トップテン』（日本テレビ系）へ出演予定だったが、急遽中止となる。また、TBS系『ザ・ベストテン』には2週間ランクインされながら、一度も登場出来なかった。なお、この1981年末には『第32回NHK紅白歌合戦』に初出場した。
- 関西放映のアニメ『じゃりン子チエ』（MBSテレビ）の第8話では、主人公のチエがホルモン焼きの最中、同曲がバックミュージックで流されている（その後『じゃりン子チエ』の第15話では、次シングルの「ラブレター」が流れていた）。

## 収録曲
- 両楽曲共に、作詞：松本礼児／編曲：竜崎孝路

1. ムーンライト・キッス（2分42秒）
作曲：馬飼野康二
2. あなたはロミオ（3分6秒）
作曲：江戸光一・松本礼児

## 演奏
- Drums: Jun Moriya
- Bass: Kazuya Sugimoto
- E.Guitar: Fujimaru Yoshino, Ken Yajima
- Keyboards: Kazuo Ohtani, Maki Tashiro
- Percussion: Eiji Narushima
- Trumpets: Shin Kazuhara, Yoshikazu Kishi, Masahiro Kobayashi
- Trombones: Eiji Arai, Yasuo Hirauchi, Marumi Mita, Suio Okada
- Strings: Ohno group
- Background vocals: Hiroshi Koide, Masakazu Togo, Miwako Hiromastu